# Christmas All Year
Christmas All Year  ("Natale tutto l'anno") è un album natalizio del gruppo musicale Euro-irlandese-statunitense Kelly Family, pubblicato nel 1981.
L'album contiene alcuni classici della stagione natalizia quali Jingle Bells (che apre l'album), Silent Night (che chiude l'album), Adeste fideles, O Tannenbaum, The First Noel, Angels We Have Heard On High, Oh Holy Night, Joy to the World, ecc., per un totale di 13 brani.
L'album è stato ripubblicato in CD nel 1994.

## Tracce
1. Jingle Bells – 3:14
2. O, Holy Night – 2:32
3. Good King Wenceslaus – 2:23
4. O, Tannenbaum – 2:08
5. Angels We Have Heard On High – 2:22
6. Joy to the World – 1:35
7. Still, Still, Still – 2:35
8. Adeste Fideles – 2:55
9. The First Noel – 3:08
10. Oh, Du Fröhliche (O Sanctissima) – 1:55
11. Oh, Little Town of Bethlehem – 2:55
12. Es Ist Ein Ros' Entsprungen – 3:12
13. Silent Night, Holy Night – 3:16